# Agenția Națională a Funcționarilor Publici
Agenția Națională a Funcționarilor Publici (ANFP) este o agenție de stat din România.
A fost înființată prin Legea nr. 188/1999 privind Statutul funcționarilor publici, cu scopul de a asigura managementul funcțiilor publice și cel al funcționarilor publici.
ANFP funcționează în subordinea Ministerului Dezvoltării Regionale, Administrației Publice și Fondurilor Europene.
Conducerea Agenției este asigurată de un președinte, cu rang de secretar de stat, ajutat de un vicepreședinte cu rang de subsecretar de stat, numiți prin decizia prim-ministrului, la propunerea ministrului Dezvoltării Regionale, Administrației Publice și Fondurilor Europene.

## Conducerea
Președinte ANFP:
- Vasile Felix-Cozma

Vicepreședinte
- Rareș Stelian Rusu